# Sci di fondo ai XXII Giochi olimpici invernali - Sprint a squadre femminile
Tra le competizioni dello sci di fondo che si sono tenute ai XXII Giochi olimpici invernali di Soči (in Russia) la sprint a squadre femminile a tecnica classica si è disputata il 19 febbraio sul tracciato di Krasnaja Poljana.
La nazionale norvegese (formata da Ingvild Flugstad Østberg e Marit Bjørgen) ha vinto la medaglia d'oro, quella finlandese la medaglia d'argento e quella svedese la medaglia di bronzo.
Detentrice del titolo era la nazionale tedesca (formata dalle fondiste  Evi Sachenbacher-Stehle e Claudia Nystad), che aveva vinto a Vancouver 2010, sul tracciato di Whistler (in Canada) in tecnica libera, precedendo la nazionale svedese (medaglia d'argento) e la nazionale russa (medaglia di bronzo).

## Risultati
Q = Qualificate direttamente alla finale
LL = Ripescate tra i migliori 6 tempi

### Semifinali
Semifinale 1
| Pos. | Nazione     | Atlete                                 | Tempo    | Distacco |
| ---- | ----------- | -------------------------------------- | -------- | -------- |
| 1    | Norvegia    | Ingvild Flugstad Østberg Marit Bjørgen | 16'43"45 | Q        |
| 2    | Svezia      | Ida Ingemarsdotter Stina Nilsson       | 16'48"76 | Q        |
| 3    | Stati Uniti | Sophie Caldwell Kikkan Randall         | 16'51"36 | LL       |
| 4    | Svizzera    | Bettina Gruber Seraina Boner           | 17'02"14 | LL       |
| 5    | Canada      | Perianne Jones Daria Gaiazova          | 17'09"13 |          |
| 6    | Francia     | Aurore Jéan Célia Aymonier             | 17'10"07 |          |
| 7    | Italia      | Ilaria Debertolis Gaia Vuerich         | 17'35"98 |          |
| 8    | Cina        | Man Dandan Li Hongxue                  | 17'40"90 |          |
| 9    | Kazakistan  | Elena Kolomina Anastassiya Slonova     | 17'49"66 |          |

Semifinale 2
| Pos. | Nazione    | Atlete                              | Tempo    | Distacco |
| ---- | ---------- | ----------------------------------- | -------- | -------- |
| 1    | Finlandia  | Aino-Kaisa Saarinen Kerttu Niskanen | 16'42"15 | Q        |
| 2    | Polonia    | Sylwia Jaśkowiec Justyna Kowalczyk  | 16'49"43 | Q        |
| DSQ  | Russia     | Anastasija Docenko Julija Ivanova   | 16'49"61 | LL       |
| 4    | Germania   | Stefanie Böhler Denise Herrmann     | 16'58"98 | LL       |
| 5    | Austria    | Katerina Smutna Teresa Stadlober    | 16'59"50 | LL       |
| 6    | Slovenia   | Alenka Čebašek Katja Višnar         | 17'00"32 | LL       |
| 7    | Slovacchia | Alena Procházková Daniela Kotschová | 18'51"94 |          |
|      | Ucraina    | Marina Lisogor Kateryna Serdyuk     | DNS      |          |

## Finale
| Pos. | Nazione     | Atlete                                 | Tempo    | Distacco |
| ---- | ----------- | -------------------------------------- | -------- | -------- |
|      | Norvegia    | Ingvild Flugstad Østberg Marit Bjørgen | 16'04"05 | —        |
|      | Finlandia   | Aino-Kaisa Saarinen Kerttu Niskanen    | 16'13"14 | +09"09   |
|      | Svezia      | Ida Ingemarsdotter Stina Nilsson       | 16'23"82 | +19"77   |
| 4    | Germania    | Stefanie Böhler Denise Herrmann        | 16'24"97 | +20"94   |
| 5    | Polonia     | Sylwia Jaśkowiec Justyna Kowalczyk     | 16'35"54 | +31"49   |
| DSQ  | Russia      | Anastasija Docenko Julija Ivanova      | 16'44"91 | +40"86   |
| 7    | Svizzera    | Bettina Gruber Seraina Boner           | 16'45"47 | +41"42   |
| 8    | Stati Uniti | Sophie Caldwell Kikkan Randall         | 16'48"08 | +44"03   |
| 9    | Austria     | Katerina Smutna Teresa Stadlober       | 16'49"16 | +45"11   |
| 10   | Slovenia    | Alenka Čebašek Katja Višnar            | 16'57"98 | +53"93   |

Data: Mercoledì 19 febbraio 2014

Qualificazioni

Ora locale: 13:15

Finali

Ora locale: 15:45

Pista: 
Legenda:
- DNS = non partiti (did not start)
- DNF = prova non completata (did not finish)
- DSQ = squalificati (disqualified)
- Pos. = posizione